# Atletica leggera alla XXV Universiade
L'atletica leggera alla XXV Universiade si è tenuta allo Stadion Crvena Zvezda di Belgrado dal 7 al 12 luglio 2009.

## Risultati

### Uomini
| 100 metri              | Rolando Palacios Honduras                                                                    | 10.30      | Amr Seoud Egitto                                                                     | 10.31    | Masashi Eriguchi Giappone                                                 | 10.33    |
| 200 metri              | Ramil Guliyev Azerbaigian                                                                    | 20.04      | Amr Seoud Egitto                                                                     | 20.52    | Thuso Mpuang Sudafrica                                                    | 20.69    |
| 400 metri              | Yuzo Kanemaru Giappone                                                                       | 45.68      | Clemens Zeller Austria                                                               | 46.12    | Daniel Harper Canada                                                      | 46.22    |
| 800 metri              | Sajjad Moradi Iran                                                                           | 1:48.02    | Goran Nava Serbia                                                                    | 1:48.06  | Fabiano Peçanha Brasile                                                   | 1:48.07  |
| 1500 metri             | Viatcheslav Sokolov Russia                                                                   | 3:42.49    | Samir Khadar Algeria                                                                 | 3:42.50  | Goran Nava Serbia                                                         | 3:42.88  |
| 5000 metri             | Halil Akkaş Turchia                                                                          | 14:06.96   | Piedra Bayron Ecuador                                                                | 14:07.11 | Elroy Gelant Sudafrica                                                    | 14:07.97 |
| 10000 metri            | Sibabalwe Mzazi Sudafrica                                                                    | 28:21.44   | Denis Mayaud Francia                                                                 | 28:21.50 | Lungisa Mdedelwa Sudafrica                                                | 28:21.52 |
| Mezza maratona         | Zhao Ran Cina                                                                                | 1:04:28    | Tomoya Onishi Giappone                                                               | 1:04:30  | Francesco Bona Italia                                                     | 1:04:35  |
| 3000 metri siepi       | Ion Luchianov Moldavia                                                                       | 8:25.79    | Halil Akkaş Turchia                                                                  | 8:25.80  | Steffen Uliczka Germania                                                  | 8:26.18  |
| 110 metri ostacoli     | Yin Jing Cina                                                                                | 13.38      | Lehann Fourie Sudafrica                                                              | 13.66    | Emanuele Abate Italia                                                     | 13.70    |
| 400 metri ostacoli     | Tristan Thomas Australia                                                                     | 48.75      | Kazuaki Yoshida Giappone                                                             | 49.78    | Michael Bultheel Belgio                                                   | 49.79    |
| Salto in alto          | Eduard Malchenko Russia                                                                      | 2.23       | Michael Mason Canada                                                                 | 2.23     | Ivan Ilichev Russia                                                       | 2.20     |
| Salto con l'asta       | Aleksandr Gripich Russia                                                                     | 5.60       | Giorgio Piantella Italia                                                             | 5.55     | Hendrik Gruber Germania                                                   | 5.45     |
| Salto in lungo         | Kim Deok-Hyeon Corea del Sud                                                                 | 8.41       | Ndiss Kaba Badji Senegal                                                             | 8.19     | Marcin Starzak Polonia                                                    | 8.10     |
| Salto triplo           | Nelson Évora Portogallo                                                                      | 17.22      | Hector Dairo Fuentes Cuba                                                            | 17.13    | Vladimir Letnicov Moldavia                                                | 16.80    |
| Getto del peso         | Soslan Tsyrikhov Russia                                                                      | 19.59      | Zhang Jun Cina                                                                       | 19.58    | Krzysztof Krzywosz Polonia                                                | 19.38    |
| Lancio del disco       | Mohammad Samimi Iran                                                                         | 65.33      | Mahmoud Samimi Iran                                                                  | 64.67    | Markus Münch Germania                                                     | 63.76    |
| Lancio del martello    | Yury Shayunou Bielorussia                                                                    | 76.92      | James Steacy Canada                                                                  | 74.88    | Oleksiy Sokyrsky Ucraina                                                  | 73.73    |
| Lancio del giavellotto | Ainārs Kovals Lettonia                                                                       | 81.58      | Stuart Farquhar Nuova Zelanda                                                        | 79.48    | Park Jae-Myong Corea del Sud                                              | 79.29    |
| Decathlon              | Mikalai Shubianok Bielorussia                                                                | 7960       | Brent Newdick Nuova Zelanda                                                          | 7874     | Attila Szabó Ungheria                                                     | 7748     |
| Marcia 20 km           | Sergey Bakulin Russia                                                                        | 1:20:52 UR | Andrey Ruzavin Russia                                                                | 1:21:08  | Moacir Zimmermann Brasile                                                 | 1:21:35  |
| 4 x 100 m              | Maxim Mokrousov Ivan Teplykh Roman Smirnov Konstantin Petryashov Russia                      | 39.21      | Robert Kubaczyk Artur Zaczek Kamil Masztak Dariusz Kuć Polonia                       | 39.33    | Leigh Julius Thuso Mpuang Kagisho Kumbane Wilhelm van der Vyver Sudafrica | 39.52    |
| 4 x 400 m              | Christopher Troode Brendan Cole Tristan Thomas Sean Wroe Clay Watkins John Burstow Australia | 3:03.67    | Witold Bańka Kacper Kozłowski Piotr Kędzia Rafał Wieruszewski Piotr Wiaderek Polonia | 3:05.69  | Hideyuki Hirose Yusuke Ishitsuka Kazuaki Yoshida Yuzo Kanemaru Giappone   | 3:06.46  |

### Donne
| 100 metri              | Lina Grincikaitė Lituania                                               | 11.31      | Momoko Takahashi Giappone                                                              | 11.52    | Sonia Tavares Portogallo                                                       | 11.54    |
| 200 metri              | Monique Williams Nuova Zelanda                                          | 23.11      | Isabel Le Roux Sudafrica                                                               | 23.18    | Sabina Veit Slovenia                                                           | 23.34    |
| 400 metri              | Fatou Bintou Fall Senegal                                               | 51.65      | Esther Akinsulie Canada                                                                | 51.70    | Carline Muir Canada                                                            | 52.07    |
| 800 metri              | Madeleine Pape Australia                                                | 2:01.91    | Olga Cristea Moldavia                                                                  | 2:03.49  | Rebecca Johnstone Canada                                                       | 2:03.67  |
| 1500 metri             | Marina Muncan Serbia                                                    | 4:15.53    | Kaila Mcknight Australia                                                               | 4:16.10  | Elena Garcia Grimau Spagna                                                     | 4:17.02  |
| 5000 metri             | Sara Moreira Portogallo                                                 | 15:32.78   | Kasumi Nishihara Giappone                                                              | 15:46.95 | Natal'ja Medvedeva Russia                                                      | 15:49.60 |
| 10000 metri            | Kasumi Nishihara Giappone                                               | 33:14.62   | Tatiana Shutova Russia                                                                 | 33:29.99 | Volha Minina Bielorussia                                                       | 33:32.35 |
| Mezza maratona         | Chisato Saito Giappone                                                  | 1:13:44    | Kikuyo Tsuzaki Giappone                                                                | 1:14:03  | Sayo Nomura Giappone                                                           | 1:14:23  |
| 3000 metri siepi       | Sara Moreira Portogallo                                                 | 9:32.62 UR | Ancuţa Bobocel Romania                                                                 | 9:38.14  | Türkan Erismis Turchia                                                         | 9:38.87  |
| 100 metri hs           | Nevin Yanıt Turchia                                                     | 12.89      | Sonata Tamosaityte Lituania                                                            | 13.10    | Andrea Miller Nuova Zelanda                                                    | 13.13    |
| 400 metri hs           | Vania Stambolova Bulgaria                                               | 55.14      | Jonna Tilgner Germania                                                                 | 56.02    | Sara Slott Petersen Danimarca                                                  | 56.40    |
| Salto in alto          | Ariane Friedrich Germania                                               | 2.00       | Yekaterina Yevseyeva Kazakistan                                                        | 1.91     | Julia Wanner Germania                                                          | 1.91     |
| Salto con l'asta       | Jiřina Ptáčníková Rep. Ceca                                             | 4.55       | Nicole Büchler Svizzera                                                                | 4.50     | Kristina Gadschiew Germania                                                    | 4.50     |
| Salto in lungo         | Ivana Španović Serbia                                                   | 6.64       | Irina Kryachkova Russia                                                                | 6.47     | Ruky Abdulai Canada                                                            | 6.44     |
| Salto triplo           | Yarianna Martínez Cuba                                                  | 14.40      | Natalia Kutyakova Russia                                                               | 14.14    | Anastasia Matveeva Russia                                                      | 13.94    |
| Getto del peso         | Mailín Vargas Cuba                                                      | 18.91      | Chiara Rosa Italia                                                                     | 18.21    | Alena Kopets Bielorussia                                                       | 17.48    |
| Lancio del disco       | Dani Samuels Australia                                                  | 62.48      | Żaneta Glanc Polonia                                                                   | 60.57    | Kateryna Karsak Ucraina                                                        | 60.47    |
| Lancio del martello    | Betty Heidler Germania                                                  | 75.83 UR   | Martina Hrašnová Slovacchia                                                            | 72.85    | Kathrin Klaas Germania                                                         | 70.97    |
| Lancio del giavellotto | Sunette Viljoen Sudafrica                                               | 62.52      | Vira Rebryk Ucraina                                                                    | 61.02    | Mareike Rittweg Germania                                                       | 59.44    |
| Heptathlon             | Jessica Samuelsson Svezia                                               | 6004       | Jana Koresova Rep. Ceca                                                                | 5956     | Saludes Cristina Barcena Spagna                                                | 5828     |
| Marcia 20 km           | Ol'ga Michajlova Russia                                                 | 1:30:43 UR | Masumi Fuchise Giappone                                                                | 1:31:42  | Olga Povalyaeva Russia                                                         | 1:33:58  |
| 4 x 100 m              | Audrey Alloh Doris Tomasini Giulia Arcioni Maria Aurora Salvagno Italia | 43.83      | Ewelina Ptak Marika Popowicz Dorota Jędrusińska Marta Jeschke Iwona Brzezinska Polonia | 43.96    | Laetitia Denis Ayodele Ikuesan Amandine Elard Lucienne M'belu Francia          | 44.31    |
| 4 x 400 m              | Carline Muir Amonn Nelson Kimberly Hyacinthe Esther Akinsulie Canada    | 3:33.09    | Ekaterina Voronenkova Alexandra Zaytseva Nadezda Sozontova Ekaterina Vukolova Russia   | 3:34.45  | Ndeye Fatouseck Soumah Mame Fatou Faye Fatou Diabaye Fatou Bintou Fall Senegal | 3:36.33  |